# Saumur
Saumur er underpræfektur i det franske departement Maine-et-Loire. Byen ligger ved Loire-flodens bredder.

## Personer fra Saumur
- Louis Cappel, professor ved universitetet fra 1613-1658.
- Gabrielle Bonhaur "Coco" Chanel, modeskaberen kendt som Coco Chanel, født i Saumur 1883.